# Neuburger Kieselerde
Neuburger Kieselerde ist ein natürliches Gemisch mit überwiegenden Anteilen feinster Kieselsäurepartikel und 20 bis 40 Gewichtsprozent Kaolinit.
In der Nähe von Neuburg an der Donau liegen die weltweit einzigen bekannten Vorkommen mit dieser einmaligen Zusammensetzung. Aufgrund der rein mineralischen Entstehung handelt es sich bei der Neuburger Kieselerde nicht um die landläufig als Kieselerde oder Kieselgur bezeichnete Diatomeenerde, die einen biologischen Ursprung hat und aus Kieselalgen entstanden ist.
Mit dem Abbau der Neuburger Kieselerde beschäftigt sich heute nur noch ein Bergbauunternehmen, die Hoffmann Mineral GmbH in Neuburg an der Donau. Pro Jahr werden etwa 55.000 Tonnen des aufbereiteten Minerals verkauft. Dafür müssen 120.000 t rohe Kieselerde gewonnen werden. Nach schonender Aufschlämmung in Brunnenwasser wird der feinste Anteil der Kieselerde über Hydrozyklone abgetrennt. Neuburger Kieselerde ist als hochwertiger funktioneller Füllstoff oder als Poliermittel in vielen industriellen Anwendungen im Einsatz. Wegen seiner Reinheit eignet sie sich auch als Nahrungsergänzungsmittel.

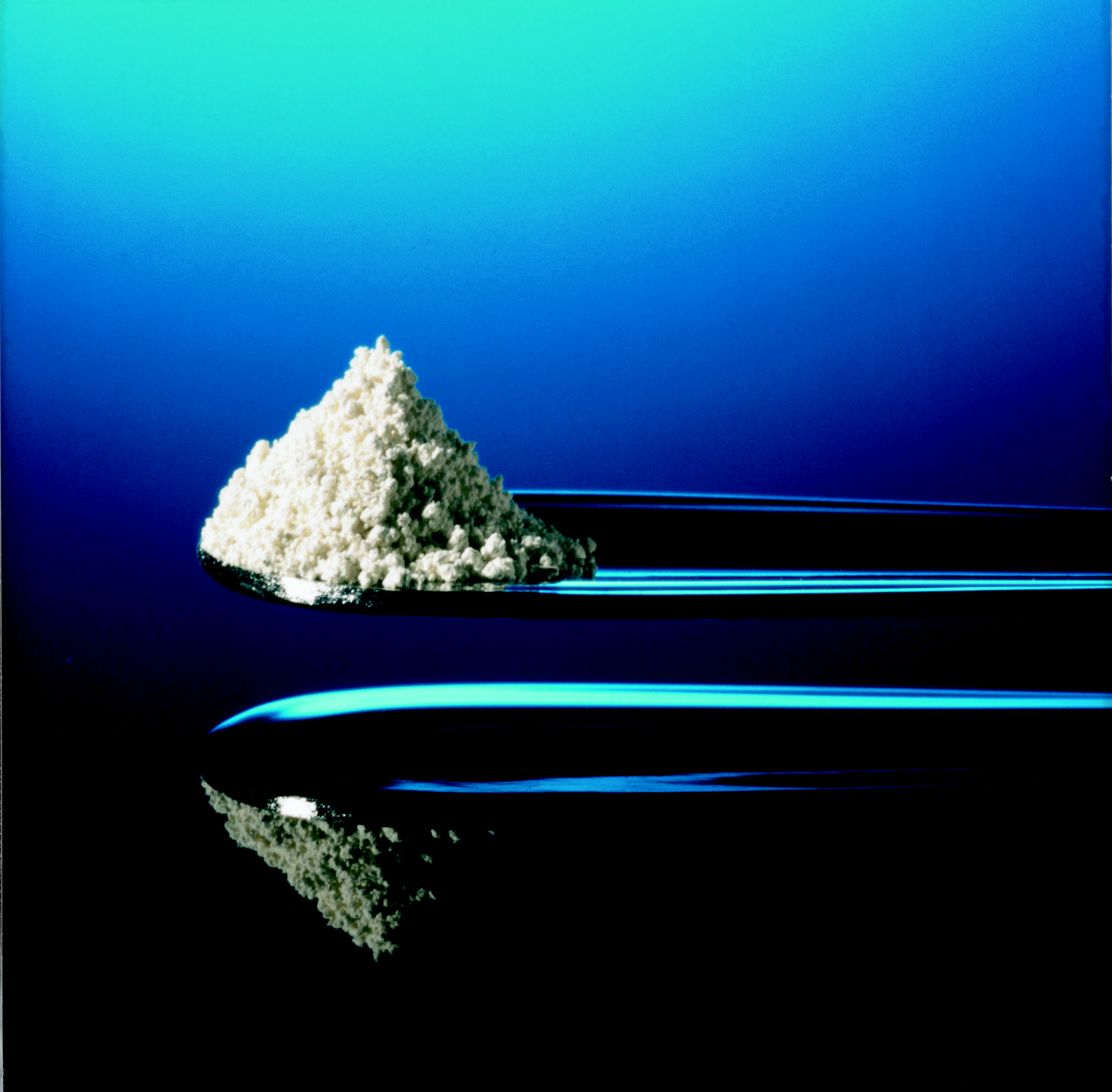
Aufbereitete pulverförmige Neuburger Kieselerde

## Geologie
Die Neuburger Kieselerde entstand vor etwa 93 bis 98 Millionen Jahren im Cenoman, der untersten Stufe der Oberkreide (Kreidezeit) in einer im heutigen Fundgebiet befindlichen Meeresbucht, als sich feinste Sedimente aus verwitterten granitischen Massen der nördlichen Oberpfalz ablagerten. Leitfossil ist Inoceramus crippsi.

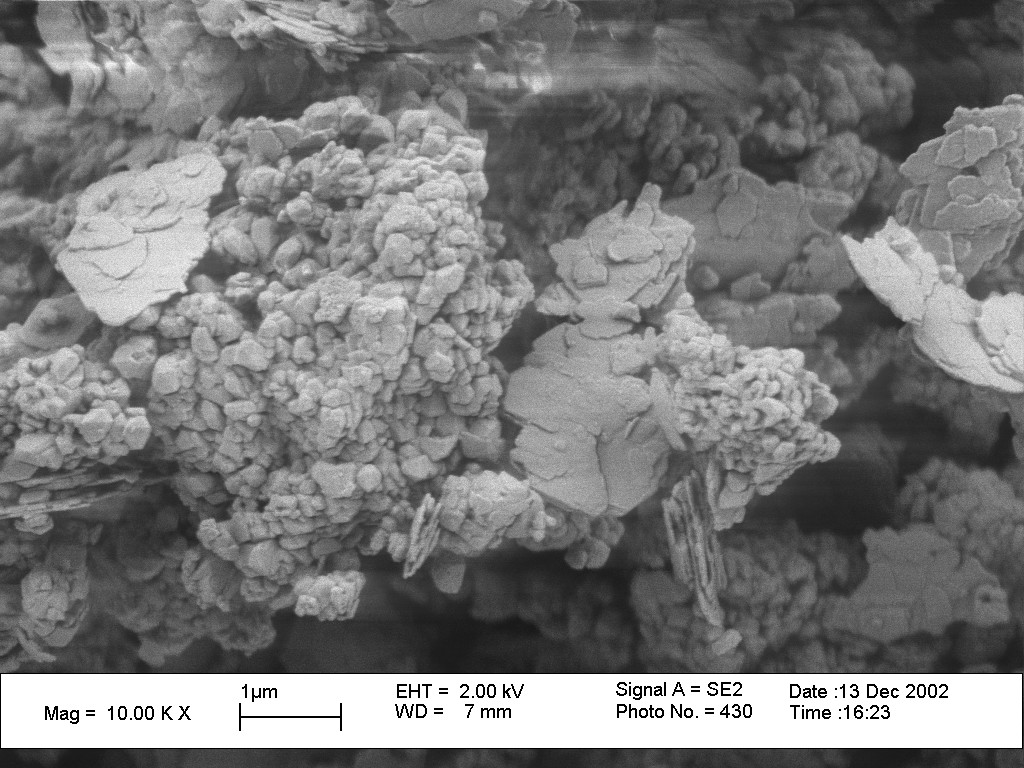
Feinstruktur unter dem Rasterelektronenmikroskop

## Mineralogie
Neuburger Kieselerde ist vermutlich schon als Gemisch von Mineralen entstanden. Im Wesentlichen besteht sie aus feinsten Partikeln aus kryptokristalliner (amorph erscheinend, Partikel kleiner als 1 Mikrometer) und amorpher Kieselsäure mit insgesamt 60 bis 80 Gewichtsprozent, im Übrigen aus lamellarem (plättchenförmigem) Kaolinit. Beim Kieselsäureanteil handelt es sich entgegen früheren Annahmen nicht um Quarz, da wesentliche Eigenschaften des Quarzes fehlen, sondern um eine besondere SiO2-Modifikation.  Es werden Einflüsse aus dem nahen Ries-Ereignis diskutiert, dem Meteoriteneinschlag, der zur Bildung des Nördlinger Ries führte.

## Auffinden von Lagerstätten
Fundorte der Neuburger Kieselerde sind Trichter und Einbrüche im darunter liegenden Jura-Kalkgestein. Sicherlich waren den Menschen schon immer oberflächennahe Lagerstätten bekannt, da diese teilweise nur eine geringe Überdeckung mit Erde aufwiesen. Die heute verbliebenen Vorkommen liegen meist unter jungen geologischen Schichten in fünf bis zwanzig Metern Tiefe. Früher erfolgte die Exploration durch Ziehen von Bohrkernen mit Handgeräten, heute fördern maschinelle Bohrungen zerkleinertes Bohrgut kontinuierlich und wesentlich kostengünstiger, wobei die Kieselerde schon vor Ort und ohne spezielle Analytik gut von Erde und Kalkgestein zu unterscheiden ist.

## Abbau

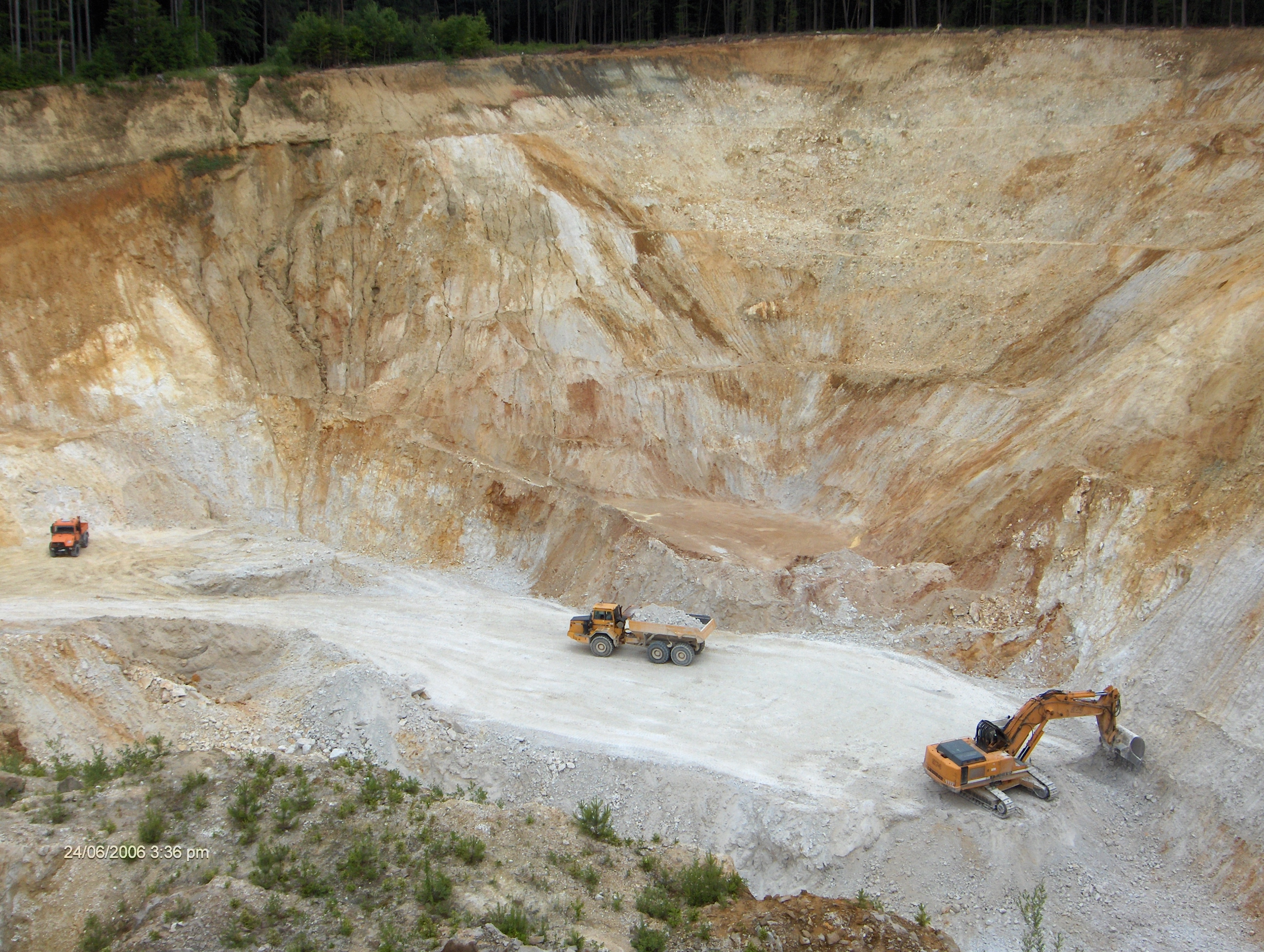
Heutiger Tagebau

Schon die Römer nutzten die Neuburger Kieselerde für feuerfeste Auskleidungen von Brennöfen und für Tonwaren. Erst um etwa 1830 wurde das Material wieder gezielt gewonnen. Chemiker entdeckten die Formel für die Herstellung des extrem teuren Pigments Ultramarinblau, für das sich die Neuburger Kieselerde als natürlicher Einsatzstoff sehr gut eignete. Bis weit ins 19. Jahrhundert erfolgte der Abbau der oberflächennahen Vorkommen überwiegend im Tagebau. Ab Ende des 19. Jahrhunderts wurden immer mehr Lagerstätten im Untertagebau erschlossen, da es häufig einfacher war, dickere Erdschichten zu durchgraben als sie vollständig abzutragen.
Beim Abbau untertage konnten jedoch große Teile der Lagerstätten nicht genutzt werden, weil aus statischen Gründen wertvolles Material unberührt bleiben musste. Deshalb löste der moderne, effiziente Tagebau den Untertagebau mit Schließung der letzten untertage betriebenen Abbaustätte 1979 endgültig ab. Beim modernen Tagebau tragen Tieflöffelbagger nicht nur die Abraumschichten schnell ab, sondern sie verfügen auch über die enormen Reißkräfte, um den Rohstoff herauszubrechen. Nur selten sind Sprengungen nötig.

## Rekultivierung und Renaturierung

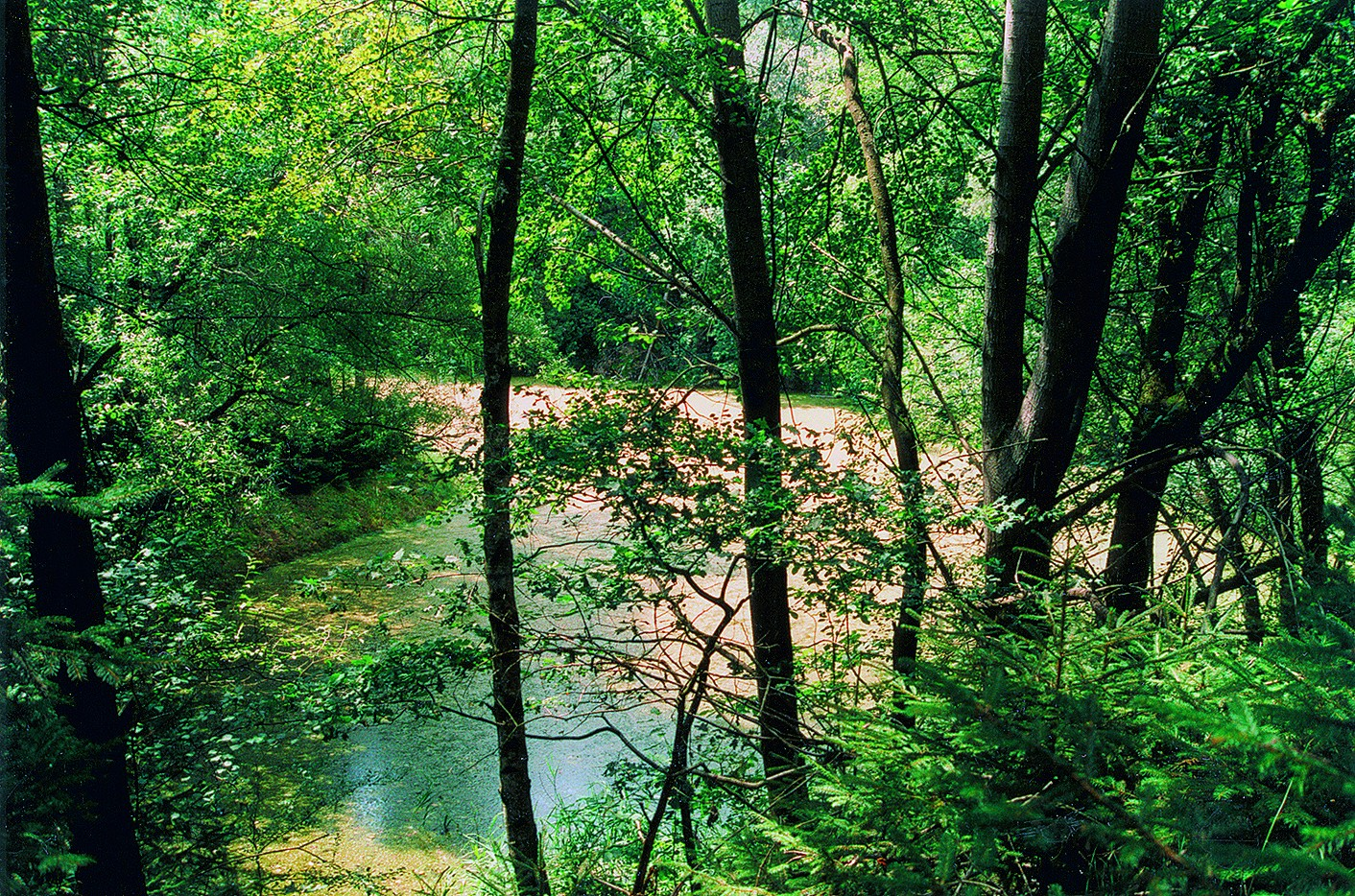
Teichbiotop

Der Abbau von Neuburger Kieselerde ist ein Eingriff in die Natur, der durch Rekultivierung und Renaturierung ausgeglichen wird. Nach Beendigung des Abbaus einer Lagerstätte werden die großen Krater mit Abraummaterial, mit bei der Aufbereitung abgetrennten Sanden und anderem Gestein verfüllt. Für einen Bewuchs mit Wald oder zum Zwecke des landwirtschaftlichen Anbaus werden zuletzt Humusschichten aufgetragen. Außerdem entstehen regelmäßig schon während des Abbaus ökologisch wertvolle Feuchtflächen. Derartige Biotope bleiben auch nach Beendigung des Abbaus gezielt erhalten. In ihnen finden bedrohte Arten wie Gelbbauchunke (Bombina variegata), Laubfrosch (Hyla arborea), Teichmolch (Triturus vulgaris), Bergmolch (Triturus alpestris) und Kammmolch (Triturus cristatus) Lebensraum und Laichplatz.

## Aufbereitung
Zunächst wird das Rohmaterial in viel Brunnenwasser aufgeschlämmt. Der verwertbare feinste Anteil wird in nacheinander ablaufenden physikalischen Trennprozessen durch Zentrifugieren in Hydrozyklonen gewonnen. Danach wird das überschüssige Wasser wieder abgetrennt und abgepresst, schließlich das auf feuchte Filterkuchen konzentrierte Material schonend in erdgasbetriebenen Trocknern zur pulverförmigen Endqualität gebracht.

## Verwendung

### Ultramarinblau
Die erste Verwendung der Neuzeit kam um 1830 auf, seitdem Ultramarinblau in Deutschland bevorzugt auf der Basis von Neuburger Kieselerde hergestellt wurde. Zuvor benötigte man dafür sehr teure Halbedelsteine (Lapislazuli). Diese bahnbrechende Erfindung der einfachen Herstellung im Schmelzfluss aus aluminiumhaltigem Silikat, Schwefel und anderen Zutaten brachte der Neuburger Kieselerde einen raschen Aufschwung, weil sie sich als Rohstoff wegen ihrer nahezu idealen Zusammensetzung und großer Feinheit bestens eignete. Diese einst bedeutende Verwendung spielt heute allerdings keine Rolle mehr.

### Polituren
Eine lange Tradition seit der zweiten Hälfte des 19. Jahrhunderts haben die heute noch weit verbreiteten Anwendungen als Schleifmittel in Poliermitteln und Haushaltsreinigern. Essigsaure Polituren sind wegen der Säurebeständigkeit der Neuburger Kieselerde und der gleichzeitig natürlich guten Poliereigenschaften sehr einfach herzustellen.

### Füllstoff

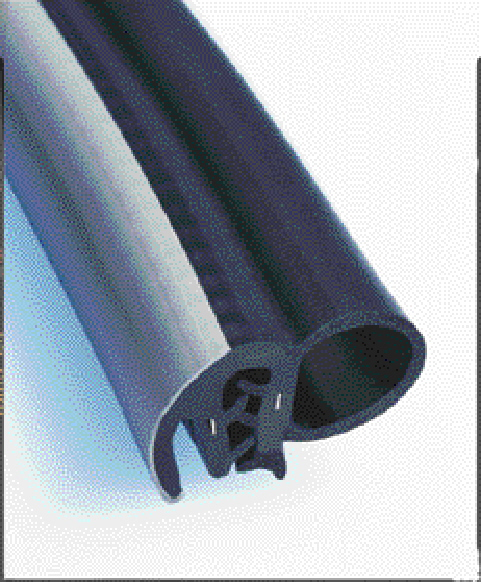
Anwendung: Automobil-Dichtungsprofil

Neuburger Kieselerde wird heute hauptsächlich als Füllstoff für Polymere verwendet. Diese  Anwendung setzte in den 1920er Jahren mit der breiten Einführung von Gummiwaren ein. Das lockere Pulver zeichnet sich vor allem durch die gute Einmischbarkeit und die geringe Korngröße aus. Automobilschläuche, Bodenbeläge und Dachbahnen für den Baubereich enthalten hohe Anteile an diesem Füllstoff. In der Farben- und Lackindustrie sind Elektrophoreselacke und Korrosionsschutzbeschichtungen wichtige Anwendungsfelder. Durch ihre Reinheit kann Neuburger Kieselerde gut in Werkstoffen für lebensmittelnahe Bereiche eingesetzt werden.

### Nahrungsergänzungsmittel
Wegen der gut im Verdauungstrakt aufschließbaren Kieselsäure und Spurenelemente sowie der die natürlichen Eigenschaften schonenden Aufbereitung und der Reinheit eignet sich auch Neuburger Kieselerde als Nahrungsergänzungsmittel.